# スキポール空港駅
スキポール空港駅（スキポールくうこうえき、蘭: Station Schiphol Airport）は、オランダのハーレマーメール市にあるアムステルダム・スキポール空港の空港ターミナルビル直下にあるオランダ鉄道の駅。2015年12月12日まで駅名は「Schiphol 」であったが、国外からの利用者に分かりやすくなるため、英語の「Schiphol Airport」に変更された（オランダ語で空港は「luchthaven」と言う）。
駅施設と商業施設をまとめて、スキポール・プラザ（Schiphol Plaza/NS）と呼ばれることもある。

## 主な路線
アムステルダム中央駅方面
- Intercity（1時間に2本）、快速 Sneltrein（1時間に2本）、普通 Stoptrein（1時間に3本）

ユトレヒト中央駅、アイントホーフェン方面
- Intercity（1時間に2本）

アムステルダム南駅、ヴェースプ、レリスタット、アペルドールン方面
- Intercity（1時間に2本）、普通 Stoptrein（1時間に8本）

ライデン中央駅、デン・ハーグHS駅、ロッテルダム中央駅、ブリュッセル空港、ブリュッセル方面
- 高速列車 Thalys（1時間に1本）、Intercity（1時間に3本）、快速 Sneltrein（1時間に2本）、普通 Stoptrein（1時間に2本）

## 駅構造
島式3面6線のホームを持つ地下駅。コンコースや切符売場は地上階（日本で言うところの1階相当）のターミナルビル内にあり、プラットホームは地下1階にある。なお、オランダの他の駅と同じく、改札口は存在しない。

### 駅施設

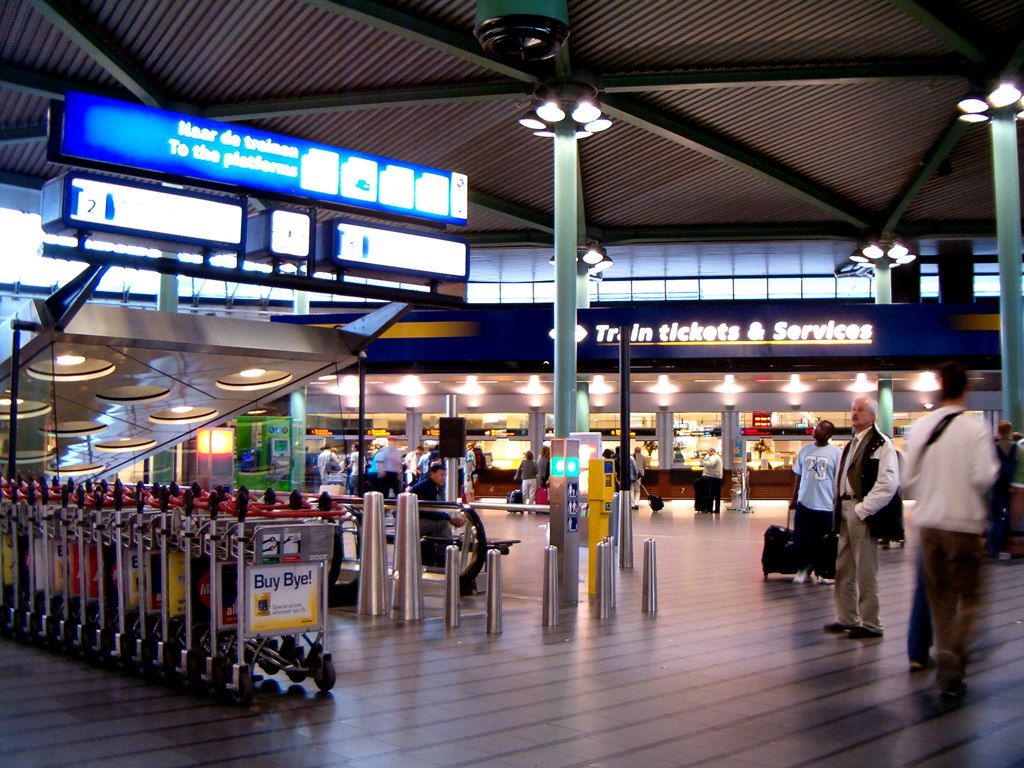
コンコース（地上階）

- 窓口（切符予約・販売、サービス窓口）NS-service en verkooppunt

国内、国際、高速鉄道のそれぞれで窓口を持つ
営業時間：24時間。ただし高速鉄道窓口のみ6時15分から21時30分
- 自動券売機 Kaartautomaten

紙幣利用不可（クレジットカードが利用可能な端末あり）。
国内線の切符は発券手数料が掛からない（窓口は発券手数料が掛かる）。
- エスカレータ及びエレベータ
- スキポール・プラザ Schiphol Plaza/NS

スキポール空港駅コンコース及び空港ターミナルビルの地上階にあるショッピングセンター。バーガーキング（ファストフード）やAKO（キオスク）などの他の国内駅と同様の店舗と、空港利用客をターゲットとした店舗などがある。
GWKやABN AMROの両替窓口やATMは、空港ターミナルビル地上階側にある。

## 駅周辺
- アムステルダム・スキポール空港

## バス
Schiphol Centrum Plaza/NS バス停留所が、スキポール空港駅の前に設けられている
- アムステルフェーン（バスステーション）へ、300系統バス所要時間約15分（5～10分に1本）
- アムステルダム・ベイルマー・アレーナ駅へ、300系統バス所要時間約30分（5～10分に1本）
- ホーフトドルプへ、300系統または310系統バス所要時間約5分（5分に1本）
- ハールレム（NS駅）へ、300系統バス所要時間約40分（5～10分に1本）
- アムステルダム南駅へ、310系統バス所要時間15分（30分に1本）
- アムステルダムのミュージアム広場やライツェ広場へ、370系統バス所要時間25分（1時間に1本）
- アムステルダムのミュージアム広場やライツェ広場へ、197系統バス所要時間35分（1時間に4本）

なお、アムステルダムのライツェ広場へ向かう370系統や197系統バスの一部は、途中の停留所で運転が打ち切られる系統もある。また、300系統のバス（Zuidtangent路線）は、バス専用道路を走る急行路線である。2008年現在、ストリッペンカールト（回数券）で支払いを行う場合、鉄道より割安にそれぞれの目的地まで乗車できる場合が多い。
時刻表検索と乗り継ぎ案内は9292OV、運賃システムは国内交通料金収受システムをそれぞれ参照

## 高速化
アムステルダム中央駅とパリ北駅間を走る高速列車Thalysは、2009年に、スキポールとアントウェルペン間にHSL-ZuidとHSL 4などの高速新線が開業し、所要時間が短縮された。

## 隣の駅
アムステルダム方面
- アムステルダム南駅 Amsterdam Zuid
- アムステルダム・レリラーン駅 Amsterdam Lelylaan

ロッテルダム方面
- ホーフトドルプ駅 Hoofddorp